# Моріц Мевіс
Моріс Мевіс (нід. Maurice Mavis, нар. 16 вересня 1929, Антверпен — 23 лютого 2017, Антверпен) — бельгійський борець, призер чемпіонатів світу та Європи; старший брат Йозефа Мевіса.

## Спортивна кар'єра
Боротьбою почав займатися у 1945 році. Маючи вкрай невисокий зріст, 1,55 м, боровся в обох стилях, віддававши перевагу греко-римському. Дебютував на міжнародній арені на світовій першості у Стокгольмі (1950), де був 6-м у греко-римській (класичній) боротьбі. Став автором гучної сенсації, у своєму першому бою на очах у фінської публіки переміг головного фаворита та олімпійського чемпіона 1948 року Леннарта Вітала. У 1951 році зайняв 4-те місце чемпіонату світу з вільної боротьби. У 1952 році взяв участь у змаганнях з греко-римської боротьби на Олімпійських іграх в Гельсінкі, але став лише 7-м. У 1953 році став бронзовим призером чемпіонату світу з греко-римської боротьби. Однак на наступній світовій першості в Карлсруе (1955) він виступив вкрай невдало і виявився лише 15-м. У 1956 році став на Олімпійських іграх в Мельбурні взяв участь в змаганнях з греко-римської боротьби, але знову став лише 7-м. У 1958 році зайняв 4-е місце на чемпіонаті світу з греко-римської боротьби, лише поразка від Шандора Керекеша з Угорщини не дозволила йому взяти бронзу.
У 1960 році на Олімпійських іграх в Римі став 10-м на змаганнях з греко-римської боротьби. У 1964 році на Олімпійських іграх в Токіо виступив у змаганнях з греко-римської боротьби і зайняв 4-те місце. У 1966 році завоював бронзову медаль чемпіонату Європи з греко-римської боротьби.